# آیدوس
آیدوس اینتراکتیو لیمیتد (به انگلیسی: Eidos Interactive Limited) با نام سابق دومارک لیمیتد (به انگلیسی: Domark Limited)، یک شرکت بزرگ بریتانیایی بازی‌های رایانه‌ای می‌باشد. آیدوس تا پیش از قرار گرفتن به عنوان زیرمجموعه‌ای از اسکوئر انیکس، یک شرکت مستقل بازی‌های ویدئویی بود اما در ۲۲ آوریل ۲۰۰۹، به‌طور رسمی به عنوان زیرمجموعه شرکت اسکوئر انیکس قرار گرفت. دفتر مرکزی این شرکت در ویمبلدون، لندن می‌باشد.